# Косинь (Люблінське воєводство)
Косинь (пол. Kosyń) — село в Польщі, у гміні Воля-Угруська Володавського повіту Люблінського воєводства. Населення — 184 особи (2011).

## Історія
1718 року вперше згадується церква східного обряду в селі.
За даними етнографічної експедиції 1869—1870 років під керівництвом Павла Чубинського, у селі переважно проживали греко-католики, які розмовляли українською мовою. 1872 року місцева греко-католицька парафія налічувала 1585 вірян.
У 1975—1998 роках село належало до Холмського воєводства.

## Населення
Демографічна структура станом на 31 березня 2011 року:
|          | Загалом | Допрацездатний вік | Працездатний вік | Постпрацездатний вік |
| -------- | ------- | ------------------ | ---------------- | -------------------- |
| Чоловіки | 85      | 24                 | 52               | 9                    |
| Жінки    | 99      | 28                 | 52               | 19                   |
| Разом    | 184     | 52                 | 104              | 28                   |

## Архітектура
У селі розташована історична православна церква Івана Хрестителя, що побудована в 1888—1891 роках за проєктом київського архітектора Віктора Сичугова. Після депортації українців з Польщі до УРСР у 1946 році будівля стала римо-католицьким костелом Станіслава Косткі.

## Видатні уродженці
- Дудик Петро Семенович (1926—2013) — український мовознавець.